# 1172 dans les croisades
Cette page regroupe les évènements concernant les Croisades qui sont survenus en 1172 :
- Libération de Raymond III de Tripoli († 1187), prisonnier de Nur ad-Din depuis 1164.